# 麻德贤
麻德贤（1929年—2017年2月22日），男，天津人，中国化学工程专家，曾任北京化工学院计算机系主任、教授、博士生导师。